# Cyclamen somalense
Cyclamen somalense (somaliacyklamen) är en viveväxtart som beskrevs av M. Thulin och A.M. Warfa. Cyclamen somalense ingår i släktet cyklamensläktet, och familjen viveväxter. Inga underarter finns listade i Catalogue of Life. Somaliacyklamen är den mest nyligen upptäckta arten i släktet och växer längre bort från Medelhavet än de andra arterna. Somalias flora har fler sådana mediterrana arter.